# Midnight Dance Party
Midnight Dance Party è un album discografico a nome di Al Caiola and His Magnificent Seven, pubblicato dalla casa discografica United Artists Records nel luglio del 1962.

## Tracce
Lato A
1. Four Leaf Clover – 2:26 (Mort Dixon, Harry M. Woods)
2. Oh, Marie – 2:31 (Tradizionale; arrangiamento di Al Caiola)
3. The Music Goes Round and Round – 2:21 (Red Hodgson, Edward Farley, Mike Riley)
4. Simple Melody – 2:14 (Irving Berlin)
5. Maybe – 2:25 (Allan Flynn, Frank Madden)
6. When I Grow Too Old to Dream – 2:02 (Oscar Hammerstein II, Sigmund Romberg)

Lato B
1. Children's Marching Song – 2:35 (Malcolm Arnold)
2. Everywhere You Go – 2:29 (Mark Fisher, Larry Shay, Joe Goodwin)
3. Heart of My Heart – 2:15 (Ben Ryan)
4. San Antonio Rose – 2:25 (Bob Wills)
5. Irish Eyes Are Smiling – 2:19 (Chauncey Olcott, George Graff Jr.)
6. Farewell Blues – 2:24 (Elmer Schoebel, Paul Mares, Leon Roppolo)

## Musicisti
- Al Caiola - chitarra, arrangiamenti
- Altri musicisti non accreditati

Note aggiuntive
- Nick Perito - produttore
- Norman Weiser - note retrocopertina album[3]